# Variante de secuencia de amplicón

Figura 1. Los métodos que generan ASVs eliminan y corrigen errores generados por la PCR. Estos pueden generar agrupaciones para los cuatro tipos de "organismo" representado por cada color. De esta manera los ASVs nos permiten ser más precisos para encontrar variaciones entre las secuencias de amplicones.

Una variante de secuencia de amplicón (o ASV por las siglas en inglés de "Amplicon Variant Sequence") es cualquiera de las secuencias individuales de ADN derivadas de un análisis de alto rendimiento de genes marcadores. Los análisis de alto rendimiento de genes marcadores modelan variantes de comunidades a partir de "lecturas de amplicón". Estos análisis realizan correcciones de falsas asignaciones mediante la eliminación de secuencias erróneas generadas durante la PCR y la secuenciación, por lo que son también llamados eliminadores de ruido o "denoisers".  El uso de estos análisis permite distinguir entre variantes de secuencia con la precisión de hasta un solo cambio de nucleótido, según algunos softwares
Los usos de las Variantes de secuencia de amplicón incluyen:
1. La clasificación de grupos de especies en función de las secuencias de ADN.
2. La búsqueda de variaciones biológicas y variaciones ambientales.
3. La determinación de patrones ecológicos.

Figura 2. Manera en la que los métodos OTU detectan lecturas de amplicón y las agrupan. Cuando las secuencias se amplifican de manera agrupada, los posibles errores se recogen en una misma unidad taxonómica operativa (OTU). Los OTU recogen un set más amplio de puntos en los datos y potencialmente pueden accidentalmente agrupar dos secuencias distintas entre la misma unidad taxonómica, tal como sucede en la imagen.

## Historia
Los ASV se describieron por primera vez en 2013 por A. Murat Eren  y sus colegas. Antes de eso, durante muchos años la unidad estándar para el análisis de genes marcadores fue la unidad taxonómica operativa (OTU), la cual se genera al agrupar secuencias en función de un umbral de similitud. A diferencia de las ASV, las OTU muestran una noción menos refinada de la similitud. Las OTU utilizan un umbral de similitud arbitrario para agrupar lecturas, por lo que si el umbral más típico es del 3 % significa que estas unidades comparten el 97 % de la secuencia de ADN. Mientras que las ASV toman en cuenta la similitud y la abundancia de secuencias para determinar las lecturas dentro de grupos. De esta manera los ASV pueden encontrar las diferencias de secuencia con una variación tan pequeña como un solo nucleótido por lo tanto, los ASV representan una distinción más refinada  entre secuencias. 

## Diferencias entre algunos usos entre ASV y OTU

Figura 3. Diferencias entre distintos métodos de asignación taxonómica. Se pueden comparar entre la precisión, manejabilidad, reproductibilidad y comprensión de cada uno.

La introducción de los métodos basados en ASV estuvo marcada por un debate sobre su utilidad. Aunque las OTU no proporcionan mediciones tan precisas de la variación de la secuencia, siguen siendo un enfoque aceptable y valioso. En un estudio de investigación, Glassman y Martiny confirmaron la idoneidad de las OTU para investigar la diversidad ecológica a gran escala. Llegaron a la conclusión de que las OTU y los ASV proporcionaron resultados similares, y que los ASV permitieron una detección ligeramente más aguda de la diversidad de hongos y bacterias. Su trabajo indicó que aunque la diversificación de especies se puede medir con mayor precisión con ASV, el uso de OTU en estudios bien construidos es generalmente válido para demostrar la diversificación a gran escala.
Algunos han argumentado que los ASV deberían reemplazar a los OTU en el análisis de genes marcadores. Sus argumentos se centran en la precisión, la manejabilidad, la reproducibilidad y la exhaustividad que pueden aportar al análisis de genes marcadores. Para estos investigadores, la utilidad de una resolución de secuencia más fina(precisión) y la ventaja de poder comparar fácilmente secuencias entre diferentes estudios (manejabilidad y reproductividad) hacen que los ASV sean la mejor opción para analizar las diferencias de secuencia. Por el contrario, dado que las OTU dependen de las especificaciones de los umbrales de similitud utilizados para generarlas, las unidades dentro de cualquier OTU pueden variar entre investigadores, experimentos y bases de datos. Por lo tanto, la comparación entre estudios y conjuntos de datos basados en OTU puede ser muy desafiante.

## Métodos para determinar ASVs
Algunos métodos populares para determinar ASV son los softwares DADA2, Deblur, MED, UNOISE y AmpliCI. Estos "denoisers" ahora se usan como el primer paso en un análisis de genes marcadores.
Métodos diseñados para la plataforma de secuenciación Illumina como DADA2 y  AmpliCI utilizan las puntuaciones de calidad que acompañan cada lectura para detectar un posible error en la secuenciación mediante un modelo elegido con parámetros basados en aproximaciones.
El algoritmo de agrupamiento  y partición de DADA2 utiliza un modelo de Distribución de Poisson para generar los agrupamientos. El algoritmo divisivo parte los genes en secuencias únicas e infiere que todos aquellos que pertenecen a una secuencia única ({\displaystyle s_{1}}) no tienen errores o bien tienen los mismos errores. Luego ordena esas secuencias únicas {\displaystyle s_{1},s_{2},..} por sus abundancias de forma decreciente. DADA2 asume un grupo con un ASV verdadero si {\displaystyle h_{1}=s_{1}}, donde {\displaystyle s_{1}}es la secuencia única más abundante. Si el caso es contrario, DADA2 asume el número de errores de agrupamiento de secuencia única con la Distribución de Poisson:
{\displaystyle pPois(a;n_{k}\lambda _{ki})={\frac {{e^{-n_{k}\lambda _{ki}}}(n_{k}\lambda _{ki})^{a}}{a!}},}
En la que {\displaystyle n_{k}} es el número de lecturas de cierto grupo y {\displaystyle \lambda _{ki}} es una tasa a la que la secuencia verdadera {\displaystyle h_{k}} produce una secuencia única por error de lectura.

## Otros nombres
Los ASV también se conocen como variantes de secuencia exacta (ESV), OTU de radio cero (zOTU), sub-OTU (sOTU), haplotipos u oligotipos.